# El Prat (l'Estany)

El Prat, respecte del terme de l'Estany

El Prat és un paratge de camps de conreu del terme municipal de l'Estany, a la comarca del Moianès.
Està situat a la part central del terme municipal, al sud-est del nucli urbà de l'Estany. És una part de l'antic estany de l'Estany, a la dreta del Rec de les Nogueres i al peu del vessant de ponent del Serrat de l'Horabona. És al nord del Camp de les Pedres i al sud del Camp de Sant Pere.